# Sukorejo (Kesesi)
Sukorejo is een bestuurslaag in het regentschap Pekalongan van de provincie Midden-Java, Indonesië. Sukorejo telt 2937 inwoners (volkstelling 2010).